# شعن علا (ذي السفال)

تعديل مصدري - تعديل

شعن علا محلة تابعة لقرية العارضة، التابعة لعزلة العداني بمديرية ذي السفال إحدى مديريات محافظة إب في الجمهورية اليمنية، بلغ تعداد سكانها 97 حسب تعداد اليمن لعام 2004.